# Дигоне, Антуан
Антуа́н Дигоне́ (фр. Antoine Digonet; 1763—1811) — французский военный деятель, бригадный генерал (1794 год), участник революционных и наполеоновских войн.

## Биография
Родился в семье хирурга Жозефа Дигоне (фр. Joseph Digonet) и его супруги Анны Бува (фр. Anne Bouvat). Изучал медицину в Монпелье, но бросил учёбу и 1 августа 1779 года записался солдатом в пехотный полк Иль-де-Франс (с 1 января 1791 года — 39-й пехотный полк). С 1780 по 1783 годы под началом генерала Рошамбо участвовал в войне за независимость Соединённых Штатов. Получил пулевое ранение в левую ногу при осаде Йорктауна. После возвращения во Францию произведён 1 января 1787 года в капралы. 1 октября 1789 года стал сержантом, 28 сентября 1792 году — старшим сержантом. 23 октября 1792 года был избран вторым лейтенантом и старшим аджюданом 2-го батальона волонтёров департамента Ланды. С 1792 по 1795 годы служил в Пиренейской армии, затем в Армии Восточных Пиренеев. Отличился при разгроме испанских войск маркиза Рувруа де Сен-Симона в лагере Мандари. 1 мая 1793 года избран подполковником, и возглавил 4-й батальон волонтёров Ланды. Принимал активное участия во всех боях, вынудивших испанцев оставить позиции у Альтобискара. 5 февраля 1794 года ранен в правую руку.
14 апреля 1794 года Дигоне был произведён в бригадные генералы. 10 июля 1794 года в составе дивизии Монсе взял лагерь Бердаритц. 25 июля 1794 года принял участие в покорении долины Бастан. 17 октября 1794 года командовал бригадой в дивизии генерала Марбо при Ронсво. 3 ноября переведён в 3-ю дивизию Делаборда. 26 июня 1795 года — в 4-ю дивизию. 6 июля сражался при Лекюмберри, 30 июля — за перевал Оллареги. После заключения Базельского мира переведён в сентябре 1795 года в Западную армию. Командовал департаментами Нижняя Шаранта и Дё-Севр. С 1 января 1796 года в рядах Армии Берегов Океана. В 1796 году разбил Шаретта при Сен-Фюльжане, после чего последний был захвачен в плен генералом Траво. 29 мая вошёл в Мортен, 7 июня — в Вир. Дигоне добился такого же успеха против Стоффле, который сам некоторое время спустя попал в плен к генералу Менажу. Когда генерал Гош добился усмирения департаментов Вандея, Орн, Манш и Кальвадос, он отправил в Комитет общественного спасения похвальный доклад о действиях генерала Дигоне. С 3 сентября 1796 года был командующим 1-го субдивизиона (департаменты Нижняя Шаранта и Дё-Севр) 12-го военного округа в Ла-Рошели. Затем зачислен в состав Английской армии. С 1798 по 1800 годы командующий департамента Орна. После начала восстания шуанов в 1799 году, выбил 2-тысячный отряд генерала Бурмона из Ле-Мана. Преследуя повстанцев, он разгромил ещё одного их предводителя в департаменте Сарта, заставил его бежать и взял под свой контроль артиллерию, захваченную ими в Ле-Мане.
В 1800 году переведён в Рейнскую армию генерала Моро и возглавил бригаду в составе 3-й пехотной дивизии генерала Ришпанса. Отличился в сражениях при Энгене, Мескирхе и Биберахе. 28 мая пересёк перевал Сен-Готрард и возглавил бригаду в составе авангардной дивизии генерала Лапуапа в составе Резервной армии при вторжении в Италию. 30 мая атаковал неприятеля на мосту в Месе. 31 мая вступил в Беллинцону. С 5 июля 1800 года командовал бригадой 3-й дивизии левого крыла Итальянской армии под командой генерала Брюна. В составе дивизии Рошамбо отличился в ноябре при изгнании австрийцев из Камоники, Вальтелины и графства Борнео. Он обеспечил победу французов посредством умелых маршей, дезориентировавших врага. Выйдя с бригадой из Сало, генерал Дигоне оказался 23 декабря в окрестностях Нотты и Джумеллы, занятых 800 тирольскими стрелками, блокировавшими развертывание Граубюнденской армии. Малейшая задержка могла иметь катастрофические последствия. Дигоне атаковал и врасплох захватил позицию противника, а затем вошел в Риву. 25 декабря участвовал в переправче через Минчо. С 1801 по 1805 годы командовал французскими частями на территории Итальянской республики, затем Итальянского королевства.
С 8 сентября 1805 года командовал 1-й бригадой 2-й пехотной дивизии генерала Вердье Итальянской армии маршала Массена. Отличился 18 октября при переправе через Адидже у Вероны и с 29 по 31 октября при Кальдьеро. 31 октября сменил раненного Вердье во главе дивизии. Был послан Массена из Виченцы в Падую с целью создания блокады Венеции. 11 декабря передал командование генералу Ренье. 31 декабря переведён в дивизию Партуно. С 21 февраля 1806 года вернулся под начало Вердье в Неаполитанскую армию. 4 июля 1806 года отличился в сражении при Маиде. 26 августа 1809 года возглавил колонну Итальянской армии. В том же году был назначен комендантом Модены. Генерал умер в этом городе, поражённый болезнью, 17 марта 1811 года в возрасте 48 лет. Дигоне не был женат и не оставил потомства.

## Воинские звания
- Солдат (1 августа 1779 года);
- Капрал (1 января 1787 года);
- Сержант (1 октября 1789 года);
- Старший сержант (28 сентября 1792 года);
- Второй лейтенант (23 октября 1792 года);
- Командир батальона (1 мая 1793 года);
- Бригадный генерал (14 апреля 1794 года).

## Награды
Легионер ордена Почётного легиона (16 октября 1803 года)
 Командан ордена Почётного легиона (14 июня 1804 года)
 Командор королевского ордена Обеих Сицилий (19 мая 1808 года)